# Хамблин, Никки
Хамблин Никки (англ. Hamblin Nikki; 20 мая 1988 года) — новозеландская бегунья на средние дистанции. Её специализация — бег на 800 и 1500 метров. Участница многих международных соревнований высшего статуса, в том числе Олимпийских игр. Родилась в Англии, в городе Дорчестер.

## Биография
До переезда в Новую Зеландию в 2006 году выступала за Дорчестерский легкоатлетический клуб. Получила новозеландское гражданство в 2009 году. В 2010 году Хамблин стала рекордсменкой Новой Зеландии в беге на 1500 метров и завоевала серебряную медаль в беге на 800 и 1500 метров на Играх Содружества 2010 года в Дели.
На летних Олимпийских играх 2016 года в Рио-де-Жанейро во время забега на 5000 метров она упала вместе с американкой Эбби Д’Агостино. Новозеландка наступила на ногу американке. Обе спортсменки упали. Хамблин быстро встала, но остановилась, чтобы помочь американке и помогла ей закончить забег. Спортсменки финишировали под аплодисменты зрителей. Их допутсили к участию в финале. Д’Агостино получила разрыв передней крестообразной связки и мениска и не смогла продолжить соревноваться. Травмы Хамблин были менее серьезными, и она выступила в финале, где финишировала последней. Обеих спортсменок наградили медалью Пьера де Кубертена.